# 擬櫻草
擬櫻草（学名：Lindernia anagallidea）为玄參科母草屬下的一个种。

## 扩展阅读
- 維基物種上的相關：擬櫻草